# Manfred Pernice
Manfred Pernice (* 1963 in Hildesheim) ist ein zeitgenössischer deutscher Künstler.

## Leben und Werk
Pernice studierte von 1984 bis 1987 Grafik und Malerei an der Hochschule für Bildende Künste Braunschweig und 1988 bis 1993 Bildhauerei an der Hochschule der Künste Berlin. 1994 wurde er Meisterschüler. 1997 erhielt er ein Arbeitsstipendium der Stadt Bremerhaven, 1998 ein Stipendium von der Berliner Senatsverwaltung für Wissenschaft, Forschung und Kultur und von 2001 -
2003 ein Stipendium der Günther-Peill-Stiftung.
Pernice arbeitet vorwiegend mit Materialien wie Pappe und Holz. Seine dreidimensionalen Objekte erinnern an Architekturmodelle oder Gebrauchsgegenstände. Ihre Größe variiert zwischen wenigen Kubikzentimetern und raumfüllenden Arbeiten. Unter freiem Himmel war im Jahr 2000 sein Dosenweg in Hamburg zu sehen. Peter Herbstreuth schildert seine Eindrücke von Pernices Werken so: [...] der Bezug zu Hans Scharoun [wird] augenfällig. Manches wirkt, als habe Pernice Fragmente und Vorstudien der Berliner Philharmonie und Staatsbibliothek als Vorbild genommen und darauf Werbeplaketten und Ansichtskarten angebracht und dem Vorbild die Vorläufigkeit des Entwurfs zurückgegeben.

## Ehrungen
- 1998: ars viva[1]

## Ausstellungen
- 2013/2014: Manfred Pernice: Tutti IV, Haus der Kunst, München[2]
- 2011: Brei, SMAK, Gent
- 2010: Sculpturama, Secession, Wien; Manfred Pernice. Tutti , Kunstverein Salzburg
- 2008: Que-Sah, Neues Museum, Staatliches Museum für Kunst und Design in Nürnberg, (bislang größte Einzelpräsentation)
- 2004: Galleria Fonti, Neapel; „Sculptural Sphere“, Sammlung Goetz, München; U5, Galerie nächst St. Stephan, Wien; Storefront for Art and Architecture, New York
- 2003: Pinakothek München; Kabinett für aktuelle Kunst, Bremerhaven
- 2002: Documenta 11, Kassel
- 2001: Interventionen 26, Sprengel Museum, Hannover; Sieg, Anton Kern Gallery, New York; Gartenfest
- 2000: Herbst 2000, Produzentengalerie Hamburg; Kunsthalle Zürich (Katalog); 1a-Dosenfeld, Portikus, Frankfurt am Main; Werkraum 2, Nationalgalerie im Hamburger Bahnhof, Museum für Gegenwart
- 1999: Infrastructure, Institute of Visual Arts, Milwaukee; Klagenfurt u.A., Galerie nächst St. Stephan, Wien
- 1998: Galerie Konrad Fischer, Düsseldorf (auch 2001); E-Welten (maritim), Kunstverein Bremerhaven; Bad, bath, Anton Kern Gallery, New York; Pilmut, Stella Lohaus Galerie, Antwerpen (auch 2003); Mélancolie hermétique, ARC Museé d’Art Moderne de la Ville Paris; Platz, Galerie Neu, Berlin
- 1997: Verkranzlerung, Kabinett für aktuelle Kunst, Bremerhaven; D & A –Punkt, Galerie nächst St. Stephan, Wien
- 1996: Stralau , Kunsthalle Moabit, Berlin; Galerie Klemens Gasser, Köln
- 1995: Zeichnungen + Modelle, Galerie Neu, Berlin

## Werke in öffentlichen Sammlungen
- Solomon R. Guggenheim Museum, New York
- Stedelijk Museum voor Actuele Kunst, Gent
- Kunsthalle Bremerhaven
- Kunstmuseum Wolfsburg
- MARTa Herford
- Bundeskunstsammlung, Berlin